# Raby George
Raby Abdulmasih George (* 13. Februar 1992 in Södertälje) ist ein schwedischer Fußballspieler aramäisch-syrischer Abstammung auf der Position eines Mittelfeldspielers.

## Karriere

### Karrierebeginn
Raby George wurde im Jahre 1992 in der nahe bei Stockholm gelegenen Stadt Södertälje als Sohn von Jack und Kima George, einer Autorin und Kolumnistin, geboren. Der Sohn aramäisch-syrischer Einwanderer, die sich vor allem im Umkreis Södertäljes niedergelassen haben, wuchs neben zwei Schwestern und einem Bruder, die allesamt ebenfalls im Fußballsport aktiv sind, auf. Seine Schulausbildung absolvierte er unter anderem am Igelstavikens Gymnasium in seiner Heimatstadt, wobei er die Schule auch als Fußballspieler im Mittelfeld vertrat, sein Team als Kapitän anführte und zum Abschluss in die Ruhmeshalle der Schule aufgenommen wurde. Seine aktive Karriere als Fußballspieler begann er bei seinem Heimatklub Assyriska FF, wo er sämtliche Jugendspielklassen durchlief, ehe er im Frühjahr 2008 in den Nachwuchsbereich der Hammarby IF wechselte. Noch im gleichen Jahr nahm er mit der U-18-Mannschaft des Vereins am Gothia Cup teil und konnte mit diesem Team auch noch weitere Erfolge feiern, darunter ein zweiter Platz in der Meisterschaft.

### Profidebüt beim Syrianska FC
Im Jahre 2010 wurde George von der Nachwuchsabteilung des Syrianska FC aufgenommen und wurde fortan vorwiegend in der besagten Jugend eingesetzt, saß jedoch im Spieljahr 2011 auch erstmals auf der Ersatzbank der Profimannschaft mit Spielbetrieb in der höchsten Fußballliga des Landes. Sein offizielles Pflichtspieldebüt gab er am 11. Mai 2011 bei der Drittrundenniederlage im schwedischen Cup 2011 gegen die Falkenbergs FF, als er in der 110. Minute für İsa Demir eingewechselt wurde. Am 23. Juni 2011 saß er schließlich beim 3:1-Heimsieg über die Mjällby AIF erstmals in der Allsvenskan auf der Ersatzbank, tat dies auch im Juli ein weiteres Mal, kam jedoch erst am 7. August 2011, seinem dritten Ligaspiel auf der Ersatzbank, zu seinem Meisterschaftsdebüt. Dabei wurde er bei der 1:2-Heimniederlage gegen den damaligen Tabellenführer und späteren Meister und Pokalsieger Helsingborgs IF ab der 88. Spielminute für den Torschützen zum 1:0, Nahir Oyal, eingesetzt. Mit der Profimannschaft rangierte er zum Saisonende lediglich auf dem 14. Tabellenrang, einem Relegationsplatz, und überstand mit dem Team die Relegation und den damit verbundenen Klassenerhalt nur knapp mit einem Gesamtscore von 4:3 gegen Ängelholms FF. Im darauffolgenden Spieljahr 2012 saß Raby George zwischen der zweiten und fünften Meisterschaftsrunde insgesamt drei Mal ohne Einsatz auf der Ersatzbank und verkündete noch während der laufenden Saison, in der Syrianska zum Ende abermals nur auf den hinteren Tabellenplätzen vertreten war, seinen Wechsel in die Vereinigten Staaten, wo er in Studium an der University of North Carolina at Chapel Hill begann.

### Collegefußball in den Vereinigten Staaten
An der UNC wählte er als Hauptfach Economics/Management & Society und schloss sich dem Herrenfußballmannschaft der North Carolina Tar Heels, der universitätseigenen Sportabteilung, an. In seinem Freshman-Jahr kam er beim amtierenden Meister der NCAA Division I Men’s Soccer Championship in allen 23 Meisterschaftsspielen zum Einsatz, wobei er davon in 22 Partien von Beginn an am Rasen stand und über das Spieljahr hinweg auf eine Bilanz von einem Tor und einer Vorlage (für den späteren Profi Danny Garcia) kam. In seinem Sophomore-Jahr 2013 agierte der Schwede weiterhin als Stammkraft im zentralen Mittelfeld seines Teams und brachte es neben Tyler Engel, Cooper Vandermaas-Peeler und Omar Holness als einer von vier Spielern seiner Mannschaft auf Einsätze in allen 20 Meisterschaftspartien. Dabei kam er auf drei Treffer und eine Vorlage für seinen Mannschaftskameraden Josh Rice vorbereitete.
Während seines Junior-Jahres 2014 stand Raby George erneut in allen 22 Meisterschaftspartien auf dem Platz, in denen er zwei Tore und drei vorbereitete. bei. Zudem wurde er zum Saisonende ins All-ACC-Third-Team und wurde gegen die Old Dominion Monarchs in die Stihl-Classic-All-Tournament-Selection gewählt. Obgleich mit Andy Craven, Rob Lovejoy oder Tyler Engel einige torgefährliche Spieler im Team waren und es die Mannschaft auch bis ins Viertelfinale brachte, konnte auch in diesem Jahr kein Ligatitel geholt werden. In seinem abschließenden Senior-Jahr startete George mit einem Elfmetertor und gleichzeitigen 1:0-Siegestreffer im Erstrundenspiel gegen die FIU am 28. August 2015. Nach einem weiteren Elfmetertreffer im Zweitrundenspiel gegen die Santa Clara University und weiteren offensivstarken Spielen brachte es George bis zum Saisonende zu Einsätzen in allen 20 Ligapartien, von denen er in jedem von Beginn an mitwirkte, und kam dabei auf eine Bilanz von insgesamt vier Toren und zwei Vorlagen. In der spielfreien Zeit an der Universität kam er in diesem Jahr unter anderem für die Carolina Railhawks U-23 mit Spielbetrieb in der als viertklassig anzusehenden National Premier Soccer League zum Einsatz. 2016 absolvierte er acht Meisterschaftsspiele für den in derselben Liga spielenden Georgia Revolution FC. Im selben Jahr, in dem er als Collegespieler nicht mehr zum Einsatz kam, erlangte er seinen Bachelor of Science in Wirtschaftswissenschaften.

### Rückkehr nach Schweden
Im Spieljahr 2016 schloss er sich dem damaligen schwedischen Sechstligisten Enhörna IF an und stieg mit diesem noch im selben Spieljahr von der Division 4 – Södermanland in die fünftklassige Division 3 – Södra Svealand auf. In dieser war er mit dem Verein drei Spielzeiten hinweg im Einsatz, absolvierte in dieser Zeit 47 Meisterschaftsspiele, in denen er 17 Mal zum Torerfolg kam und stieg mit dem Enhörna IF am Ende des Spieljahres wieder in die Division 4 ab. George beging diesen Abstieg jedoch nicht mit dem Klub, sondern wechselte zum schwedischen Viertligisten Trosa-Vagnhärad SK, mit dem er in der Division 2 – Södra Svealand vertreten war. Nach zehn Spielen und drei Toren 2020, brachte er es 2021 auf zwei Treffer bei elf Einsätzen und kehrte zu Beginn des Spieljahres 2022 wieder zum Enhörna IF in die sechsthöchste Fußballliga des Landes zurück. Seitdem tritt er noch immer für den Verein aus Enhörna im Nordwesten von Södertälje in Erscheinung (Stand: Juni 2025).